# شاتانا
شاتانا یا ساتانا ( به زبان آسی : Сатана Satana) یکی از شخصیت های اسطوره های آسی  است که در حماسه ی نارت سکا نقش پر رنگی دارد. شاتانا مادر همه ی نارت ها است.  او نقش ایزد باروری را در اساطیر آسی بازی می کند و  شخصیتی خردمند و مقتدر دارد  که نشان دهنده آزادی نسبی زنان جوامع قفقاز شمالی به ویژه ایرونی ها  یا آسی ها است.